# Basílica de San Lorenzo Extramuros
La basílica de San Lorenzo Extramuros o Casa de Dámaso es una basílica en Roma, dedicada al diácono romano y mártir cristiano san Lorenzo. Fue construida por el papa Sixto III entre los años 432-440. Es una de las cinco basílicas patriarcales y una de las iglesias que se deben visitar en el peregrinaje de las siete iglesias de Roma para alcanzar la indulgencia plenaria en Año Santo. Se sitúa detrás del llamado Cementerio del Verano.
La basílica acoge la tumba de san Lorenzo, archidiácono de la Iglesia Romana, martirizado en 258, así como parte de las reliquias de san Esteban, el primer mártir cristiano. Además también están en ella sepultados los papas Hilario y Pío IX.

## Historia
Antes de que fuera construida la basílica actual, se encontraba en el lugar un pequeño oratorio que el emperador Constantino I[cita requerida] mandó construir en el supuesto lugar en que fue martirizado san Lorenzo. En el siglo IV el papa Dámaso I mandó acondicionar el oratorio para un número mayor de fieles. Hacia el año 580, el papa Pelagio II mandó edificar una iglesia en ese lugar en honor al mártir, conmemorando también al protomártir san Esteban, uno de los santos más venerados por los cristianos, que se encuentra enterrado junto a san Lorenzo en la confessio, bajo el altar principal. Las excavaciones han revelado criptas de otros enterramientos bajo el nivel de la calle. 
El pórtico, hecho hacia el año 1220, tiene decoración cosmatesca hecha por la familia de artesanos Vassaletti. Los frescos del siglo XIII, representan escenas de las vidas de los diáconos san Esteban y san Lorenzo. Existen dos sarcófagos antiguos en el pórtico. Uno, cristiano, es de especial interés; fue reutilizado posiblemente en el siglo VII a partir de un sarcófago más antiguo, con un relieve representando putti recogiendo uvas.
El campanario fue construido en el siglo XII. En la entrada se encuentra la tumba del cardenal Guglielmo Fieschi, muerto en 1256, que fue enterrado en un sarcófago antiguo, decorado con un banquete matrimonial pagano.
El coro y el púlpito son de estilo cosmati, como también lo es el espectacular candelero, del siglo XII o siglo XIII.
Hay unas curiosas tallas de una rana y un lagarto en el capitel jónico trasero al púlpito. Sobre el arco de triunfo, mosaicos bizantinos del siglo VI representando a Jesucristo y varios santos. Bajo el altar mayor, se accede desde la nave al lugar donde se encuentran los restos de san Lorenzo y los de san Esteban, traídos desde Constantinopla por el papa Pelagio II durante la restauración de la iglesia. Detrás del altar mayor hay un altar papal con una inscripción que menciona a los artesanos, la familia Cosmati, y lo data a fecha de 1148.

## Galería de imágenes

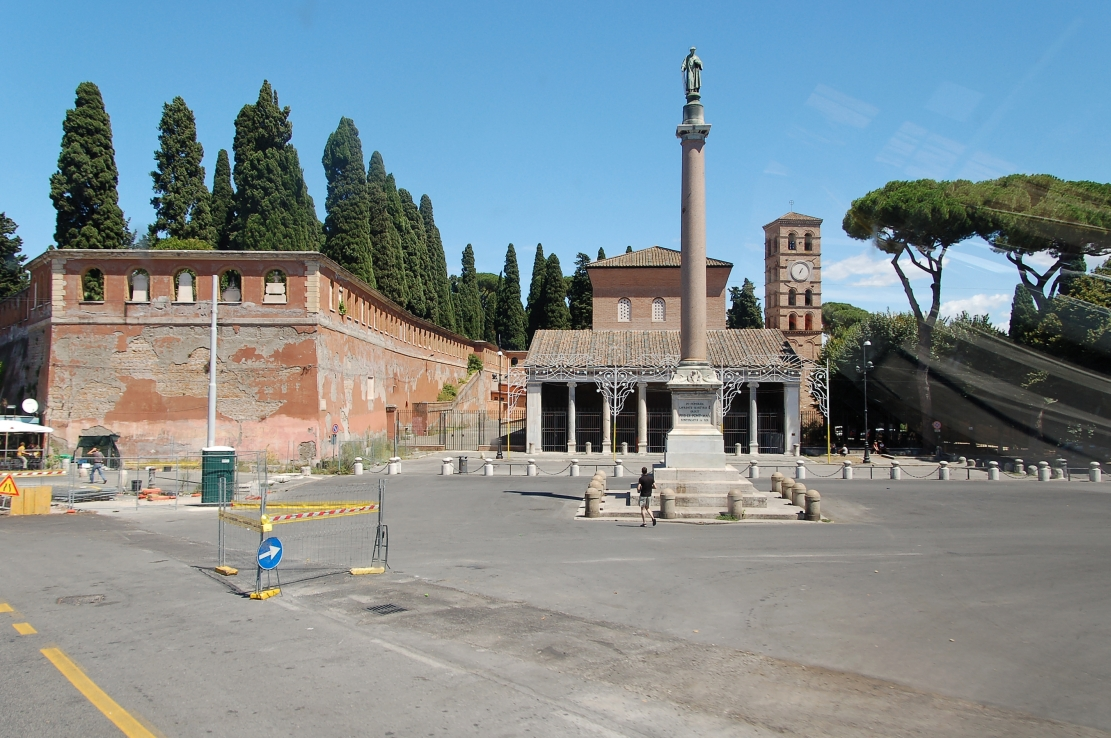
Plaza de san Lorenzo Extramuros
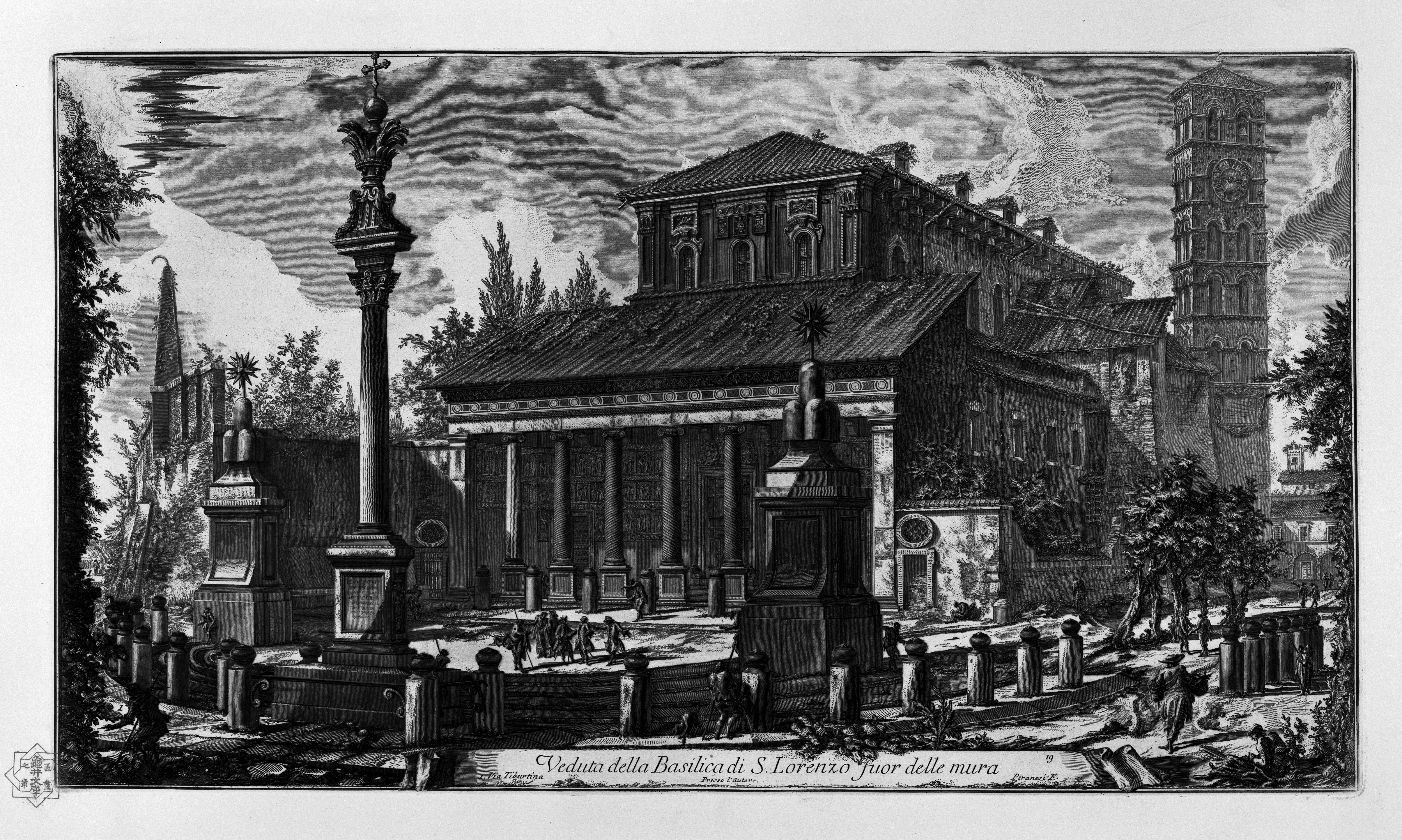
Grabado de Piranesi representando la plaza y la Basílica
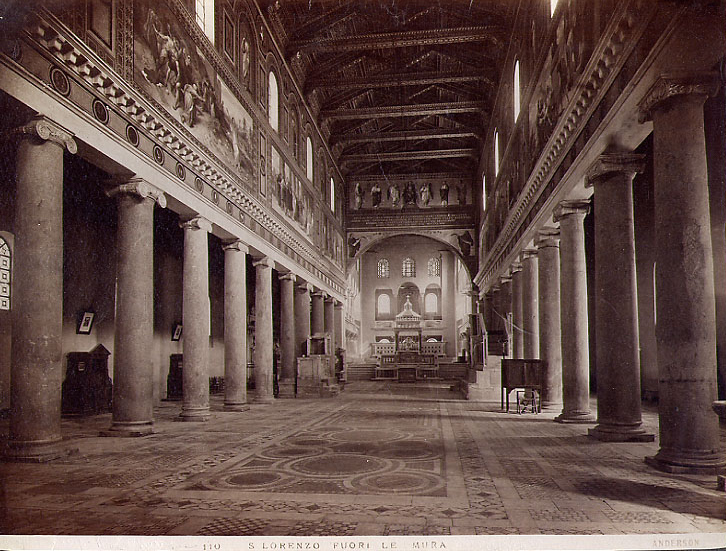
Fotografía antigua (c. 1938) del interior
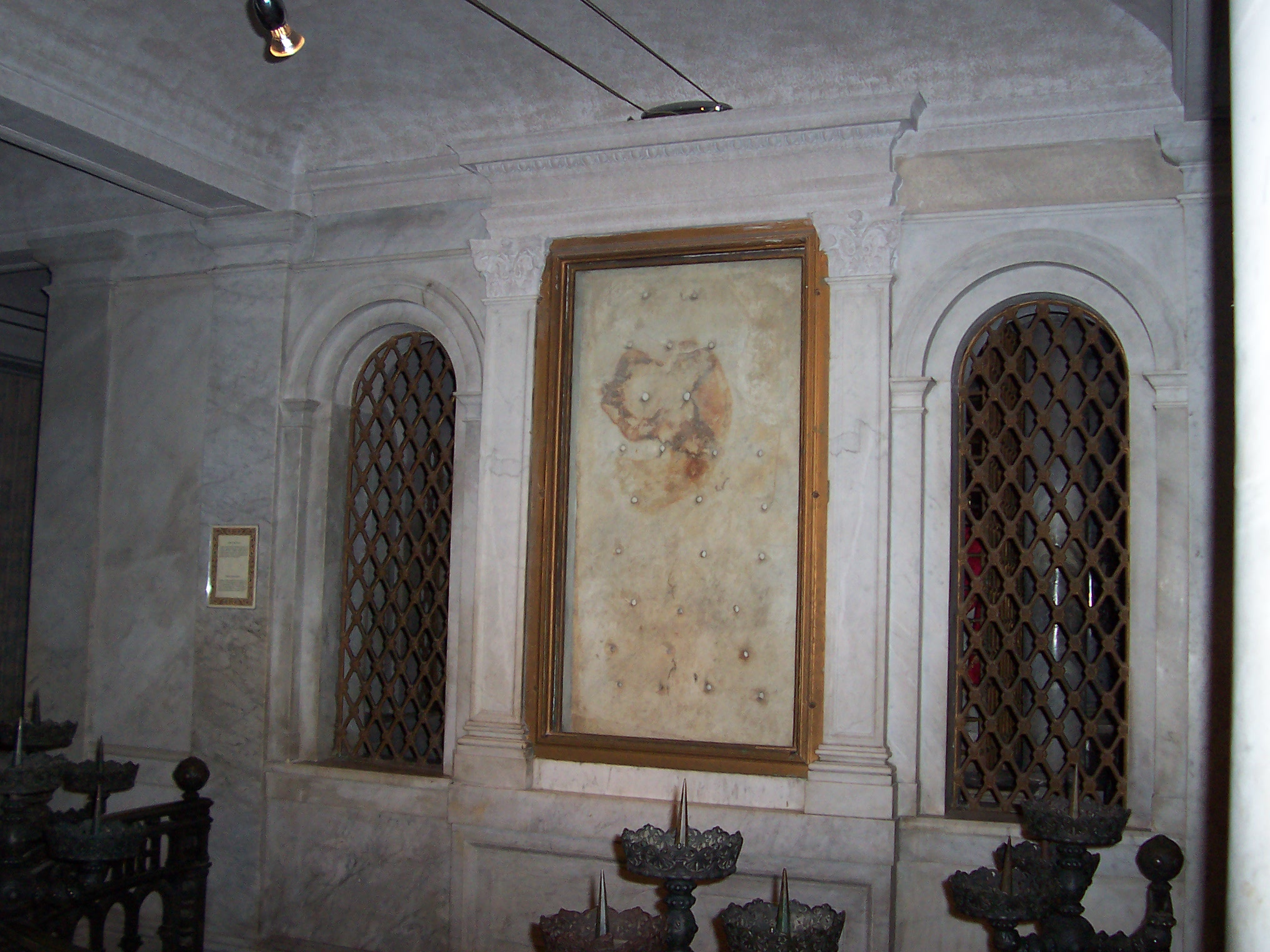
Piedra de san Lorenzo
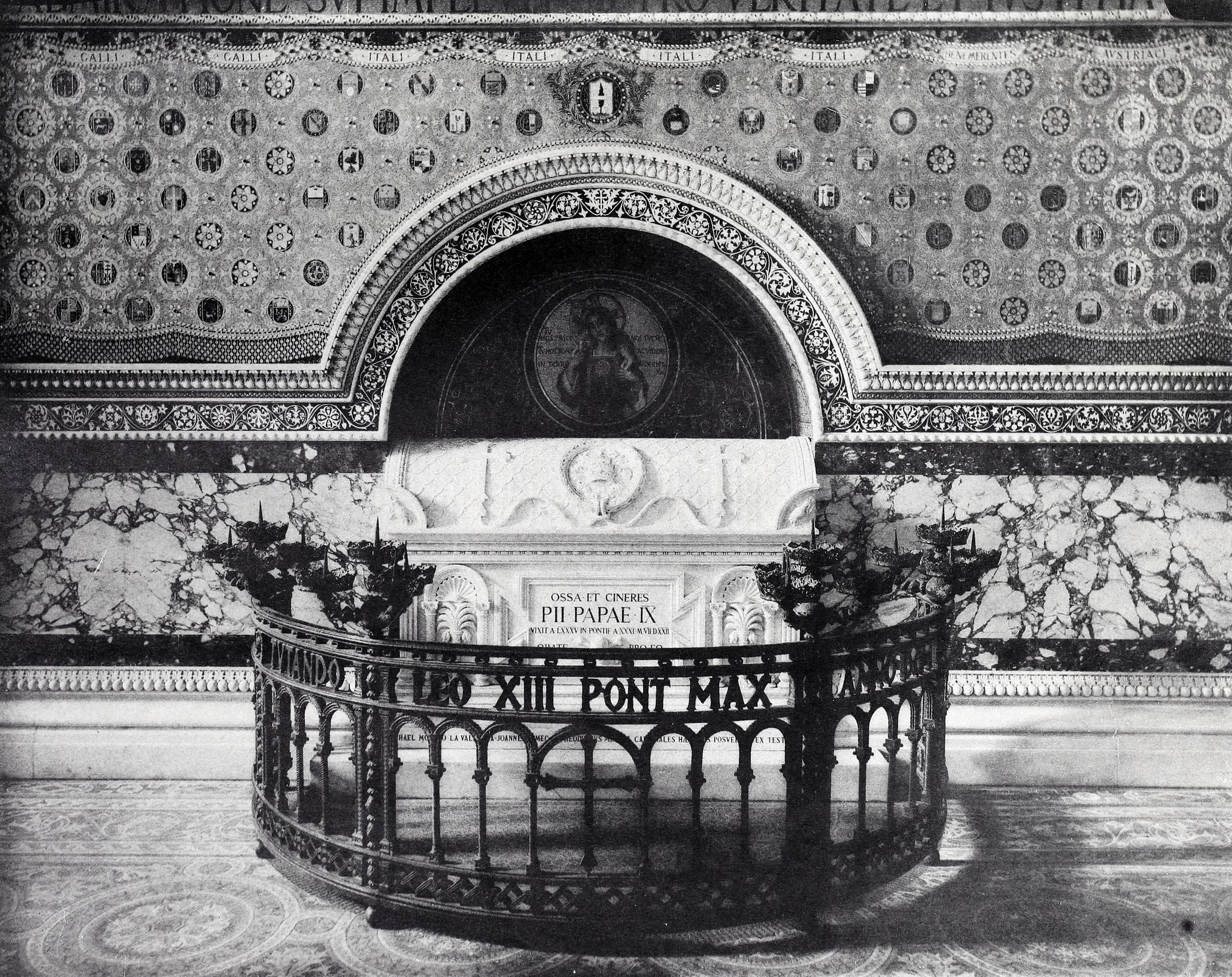
Antigua tumba del papa Pío IX (1883)
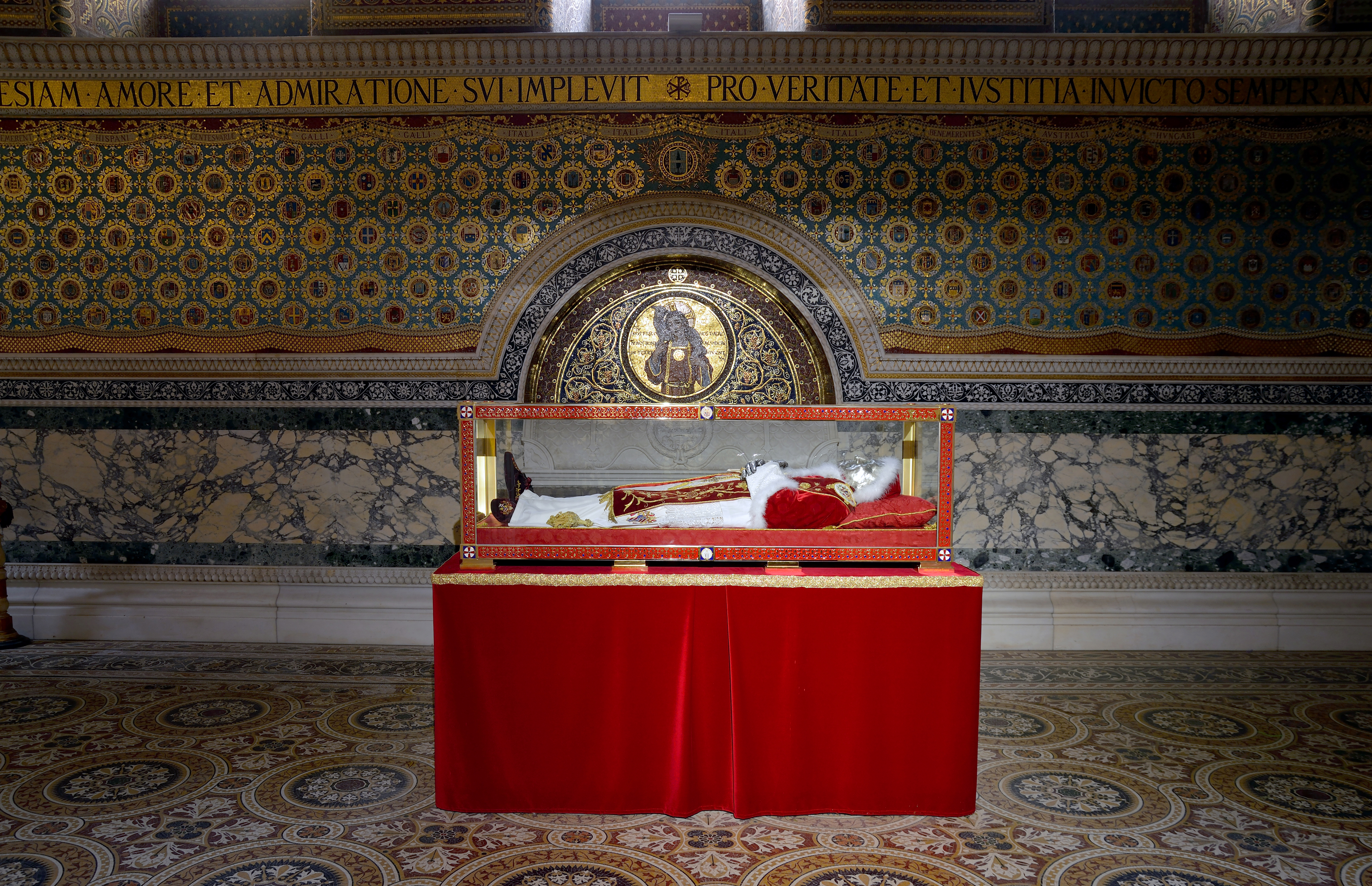
Actual tumba de Pío IX
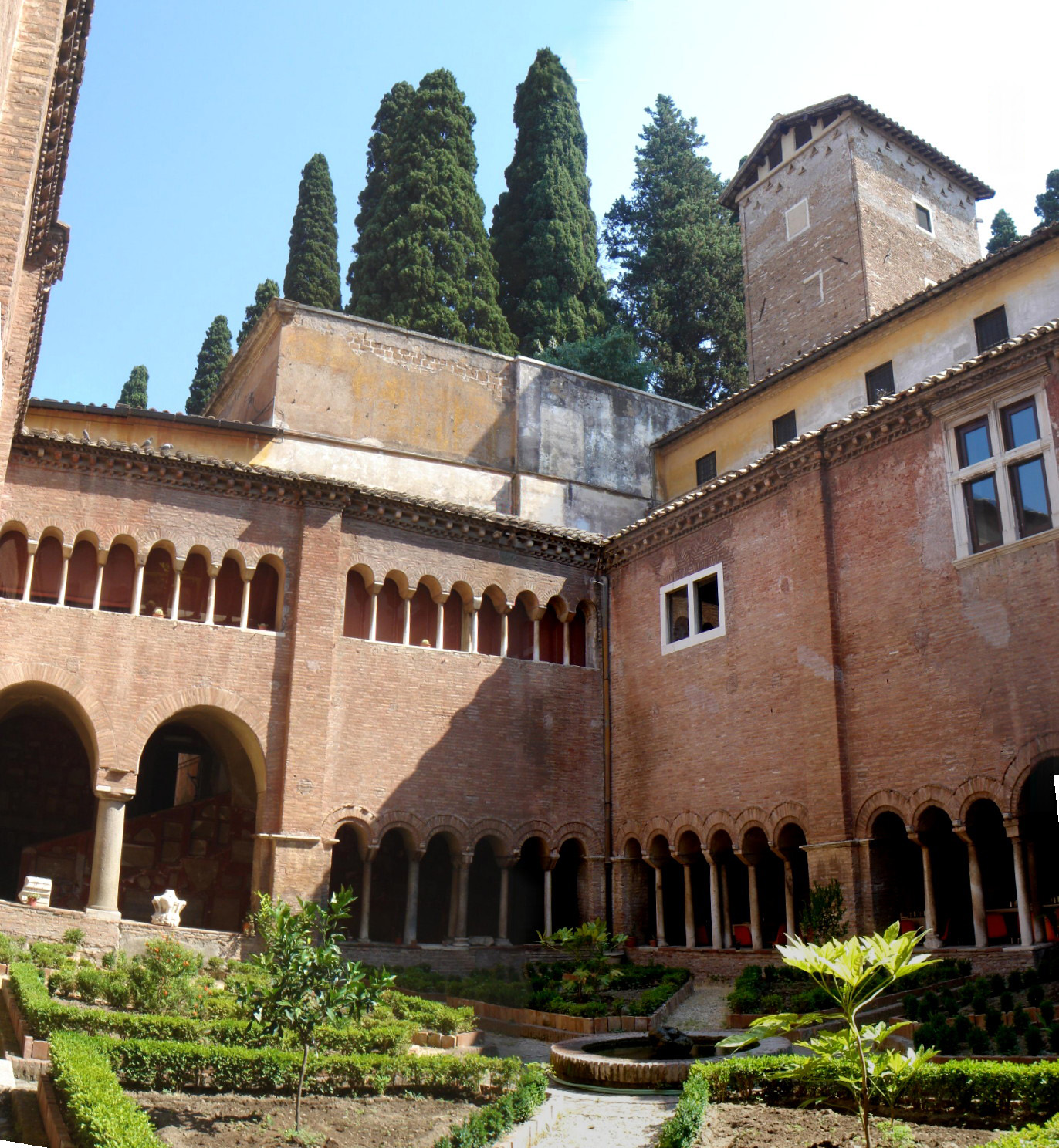
Claustro del monasterio